# 劉源
劉源（りゅう げん、1951年4月 - ）は、中華人民共和国解放軍の軍人、上将。父は元中華人民共和国主席である劉少奇。

## 概要
1951年北京市生まれ。原籍は湖南省。父は元中国第2代国家主席である劉少奇。母は六番目の妻にあたる王光美。
文化大革命勃発当時は中学（日本での高等学校）在学中だったが、父が打倒の対象とされたことで、劉源も校内でつるし上げにあう。過酷な日常から逃れようと、上山下郷運動（下放）が始まるとすぐに応募したが、山西省の下放先でも批判大会の対象とされ、ある日「そんなに俺が憎いなら、今この場で殺せ!だがその前に俺は死に物狂いで戦ってやる。俺を殺したい奴は、ひとりずつ前へ出ろ!」と絶叫してようやく攻撃が止まった。農村の窮状に衝撃を受け、自らの境遇よりも深刻な祖国のために働く気持ちになり、やがて地元からの信頼を得て県長となった。下放終了後に、北京師範学院（現・首都師範大学）歴史学部に入学した。3年生だった1980年、北京市海淀区人民代表大会に立候補したが、落選した。卒業後は地方官を歴任したのちに武装警察・軍に転じる異色の経歴をたどった。軍事科学院政治委員などを経て2015年時点では総後勤部政治委員、解放軍上将であった。太子党と呼ばれる「二世政治家」の有力者としても名前を挙げられる存在である。習近平総書記と親しく、反米強硬派として知られる。軍内の反腐敗闘争の火付け役も務め、徐才厚、郭伯雄を批判して失脚への導火線となった。
中国共産党第17期（2007～2012年）および18期中央委員（2012年～）。2015年、満期定年による退役が発表された。

## 来歴
- 1951年 北京市で生まれる
- 1968年 山西省へ下放
- 1972年 「両親に会いたい」との手紙を毛沢東に送り、当局からの返信で父の死を知る
- 1977年 北京師範学院に合格
- 1980年 海淀区人民代表大会選挙に立候補するも落選
- 1982年 中国共産党入党、河南新郷県七里営公社副主任、副県長、県長
- 1985年 鄭州市副市長
- 1988年 河南省副省長
- 1992年 武装警察部隊水電指揮部第二政治委員、副主任（兼任）
- 1992年 武装警察の少将（少将警銜）に任じられる
- 1998年 武装警察部隊副政治委員
- 2000年 武装警察の中将（中将警銜）に昇進する
- 2003年 中国人民解放軍に転任、軍の中将に任じられる
- 2003年 総後勤部副政治委員
- 2005年 軍事科学院政治委員
- 2007年 中国共産党第17期中央委員
- 2009年 解放軍上将に昇進
- 2010年 総後勤部政治委員
- 2012年 中国共産党第18期中央委員
- 2015年 軍を退役

## 人物
- 近年深刻化している汚職・腐敗に対して厳しい態度でのぞんでいるとされるが、真偽は不明である。